# Polizia forestale
La polizia forestale è una branca dell'apparato di polizia, che si occupa di tutte le attività di indagine riguardanti la tutela, la protezione e la salvaguardia dell'ambiente, in particolare dei boschi, delle foreste e dei parchi.
Rientrano nelle sue competenze la protezione boschiva, la protezione del paesaggio, il settore riguardante i rifiuti, la protezione degli animali sia di affezione, selvatici o esotici e la repressione e la prevenzione dei reati riguardanti le tematiche sopra citate.

## Nel mondo
In diversi paesi queste competenze sono destinate a corpi di polizia specializzati come in Italia, negli Stati Uniti (federali come il Forest Service Law Enforcement & Investigations o statali come i New York State Forest Rangers), in Kenya con il Forest Service, o in Francia con il Office national des forêts, in altri invece sono branche della singola forza di polizia.

### Italia
Le funzioni di polizia forestale sono svolte dal Comando unità per la tutela forestale del Comando unità forestali, ambientali e agroalimentari dei Carabinieri, dal 25 ottobre 2016, dalla polizia provinciale.
nelle regioni a statuto speciale
- Corpo forestale della Valle d'Aosta, dal 1968;
- Corpo forestale della Regione siciliana, dal 1972;
- Corpo forestale e di vigilanza ambientale (Sardegna), dal 1985;
- Corpo forestale della Regione autonoma Friuli-Venezia Giulia (dal 1969 congiuntamente al Corpo forestale dello Stato, dal 2004 con competenza esclusiva).

nelle province autonome
- Corpo forestale provinciale della Provincia autonoma di Bolzano, dal 1997;
- Corpo forestale provinciale della Provincia autonoma di Trento, dal 1997.

#### Corpi soppressi
- Corpo forestale dello Stato – forza di polizia italiana esistente dal 1822, soppressa il 31 dicembre 2016
- Milizia forestale – specializzazione della Milizia Volontaria per la Sicurezza Nazionale, istituita nel 1926 durante il regime fascista, e soppressa nel 1948